# Березняки (Черкасский район)
Березняки (укр. Березняки) — село в Черкасском районе Черкасской области Украины.
Население по переписи 2001 года составляло 606 человек. Почтовый индекс — 19612. Телефонный код — 472.

## Местный совет
19611, Черкасская область, Черкасский район, село Тубольцы, улица Луговая, 1а